# Schwarzweißer Vari
Der Schwarzweiße Vari (Varecia variegata) ist eine auf Madagaskar lebende Feuchtnasenprimatenart aus der Gruppe der Lemuren.

## Merkmale

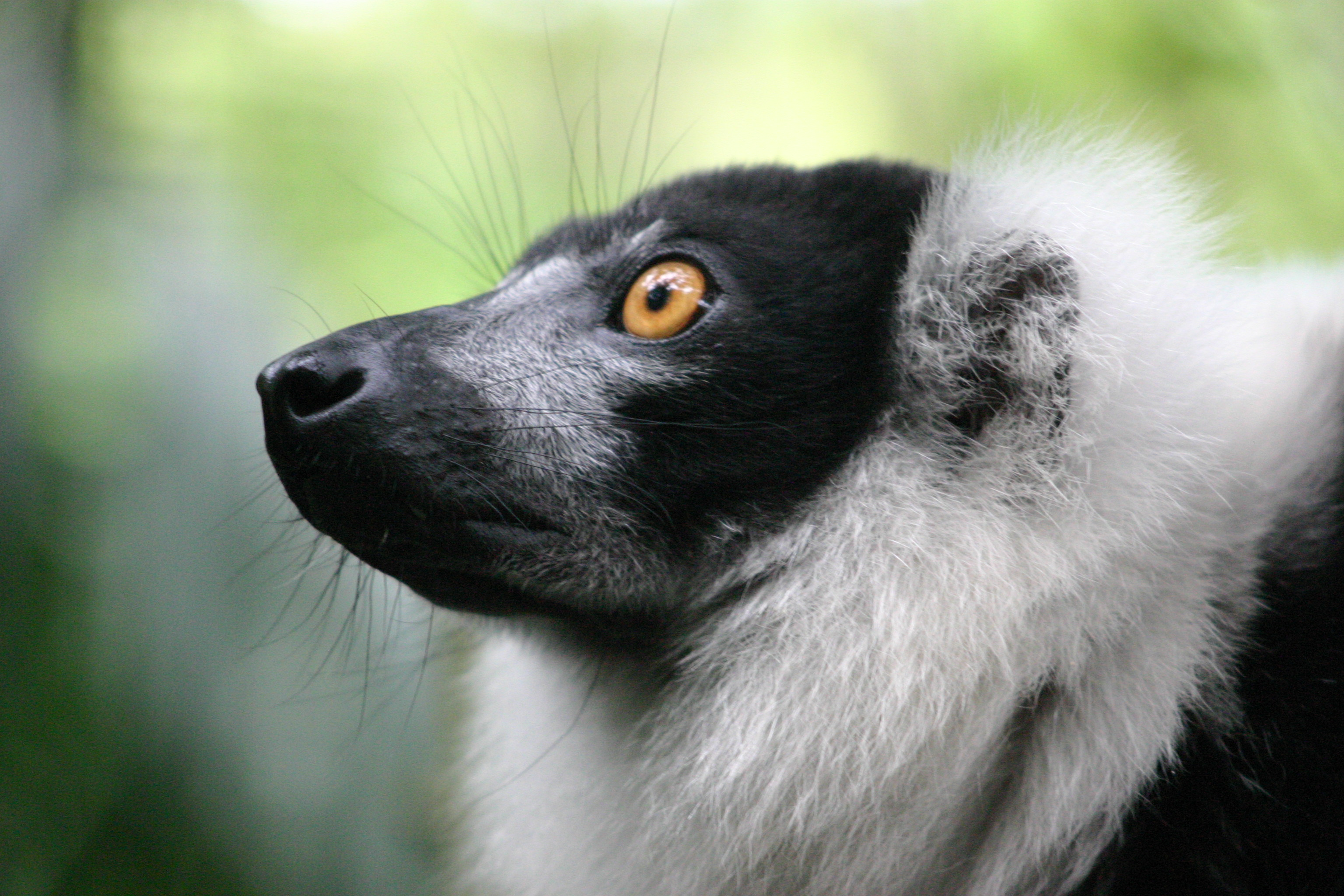
Kopf eines Schwarzweißen Varis mit charakteristischer hundeartiger Schnauze und weißer Halskrause

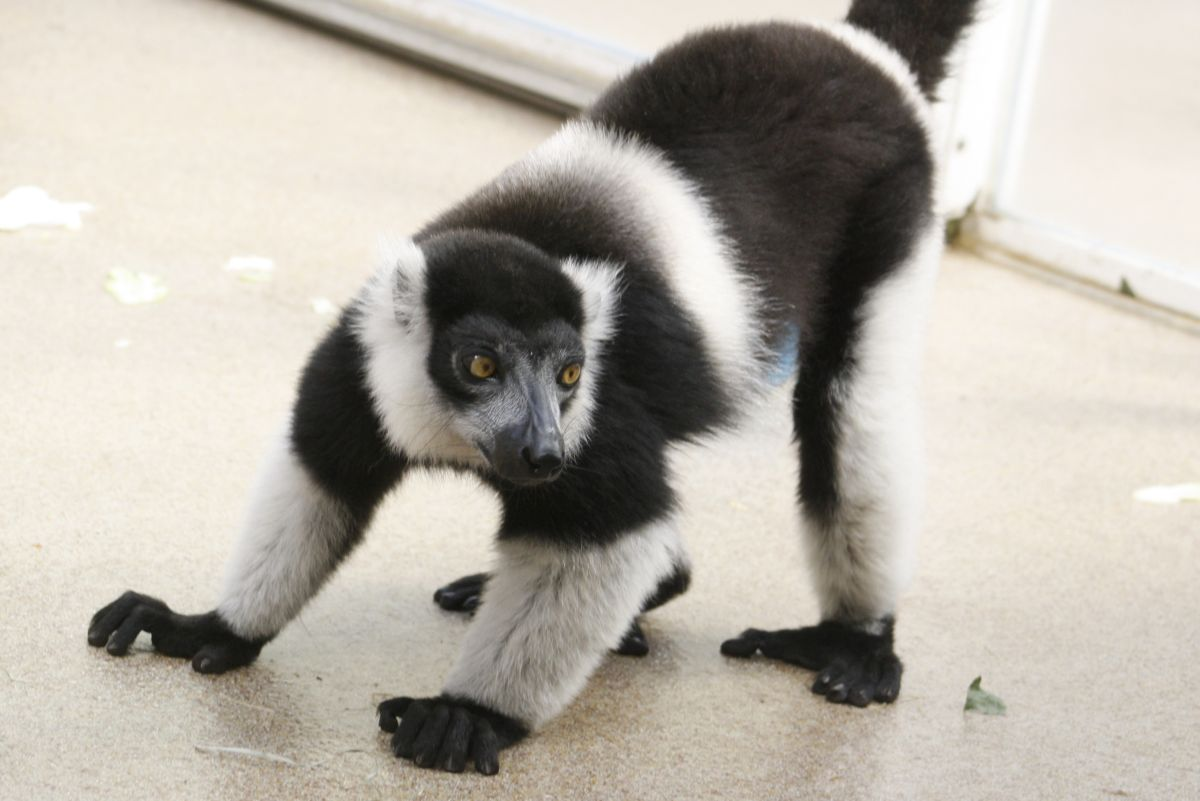
Varecia variegata subcincta

Schwarzweiße Varis erreichen eine Kopfrumpflänge von 43 bis 57 Zentimetern, ihr Schwanz wird 60 bis 65 Zentimeter lang. Ihr Gewicht beträgt 2,6 bis 4,1 Kilogramm. Der Kopf ist durch die lange, hundeähnliche Schnauze mit der langen Zunge sowie durch die Ohrbüschel und die Halskrause charakterisiert. Der lange Schwanz ist dicht behaart. Ihr Fell ist schwarz-weiß gemustert, die Färbung ist nach Verbreitungsgebiet variabel. Generell sind der Schwanz, die Hände und Füße, die Innenseite der Gliedmaßen, die Schultern, das Gesicht und die Oberseite des Kopfes schwarz, während Teile des Rückens, die Flanken und die Außenseite der Hinterbeine weiß sind. Weiß sind auch die Ohrbüschel und die Halskrause. Von Norden nach Süden nimmt der Weißanteil am Rücken zu und der Schwarzanteil ab, diese Unterschiede haben zur Beschreibung dreier Unterarten geführt, deren taxonomischer Stand aber umstritten ist. Bei der nördlichen Unterart, Varecia variegata subcincta (Gürtelvari), ist der Rücken überwiegend schwarz, nur von einem weißen Band unterbrochen. Bei der mittleren Unterart, V. v. variegata, ist der Rücken bis auf eine sattelförmige Zeichnung an den Schultern überwiegend weiß, und bei der südlichen Unterart V. v. editorum sind nur kleine Flecken an den Schultern schwarz und der Rest des Rückens und Rumpfes weiß.

## Verbreitung und Lebensraum

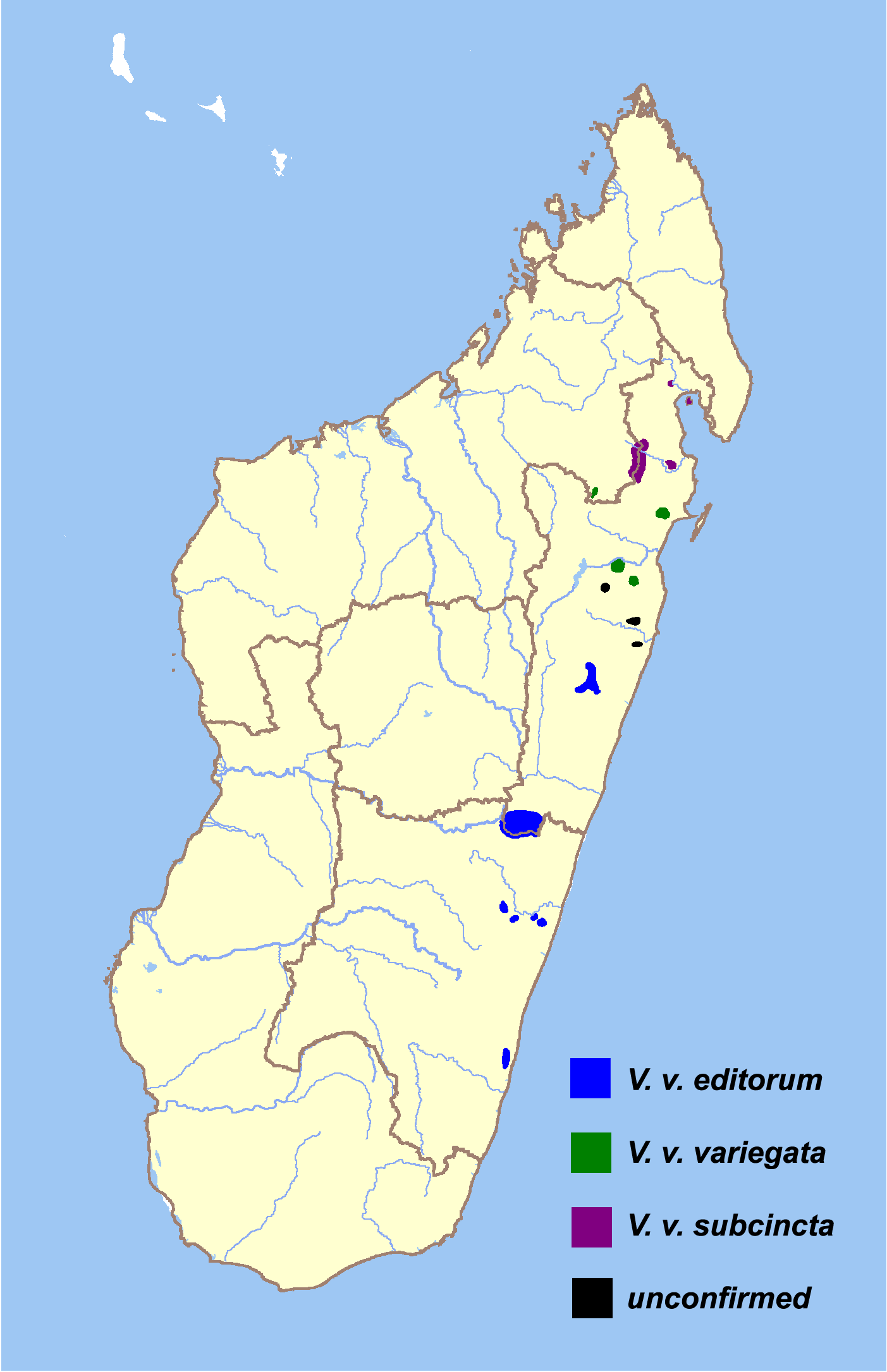
Verbreitungsgebiet des schwarzweißen Varis mit Unterarten

Schwarzweiße Varis kommen wie alle Lemuren nur auf Madagaskar vor, wo sie die Regenwälder im Osten der Insel bewohnen. Sie kommen vom Meeresspiegel bis in 1300 Meter Seehöhe vor, ihr Verbreitungsgebiet ist heute stark verkleinert und zersplittert.

## Lebensweise und Ernährung

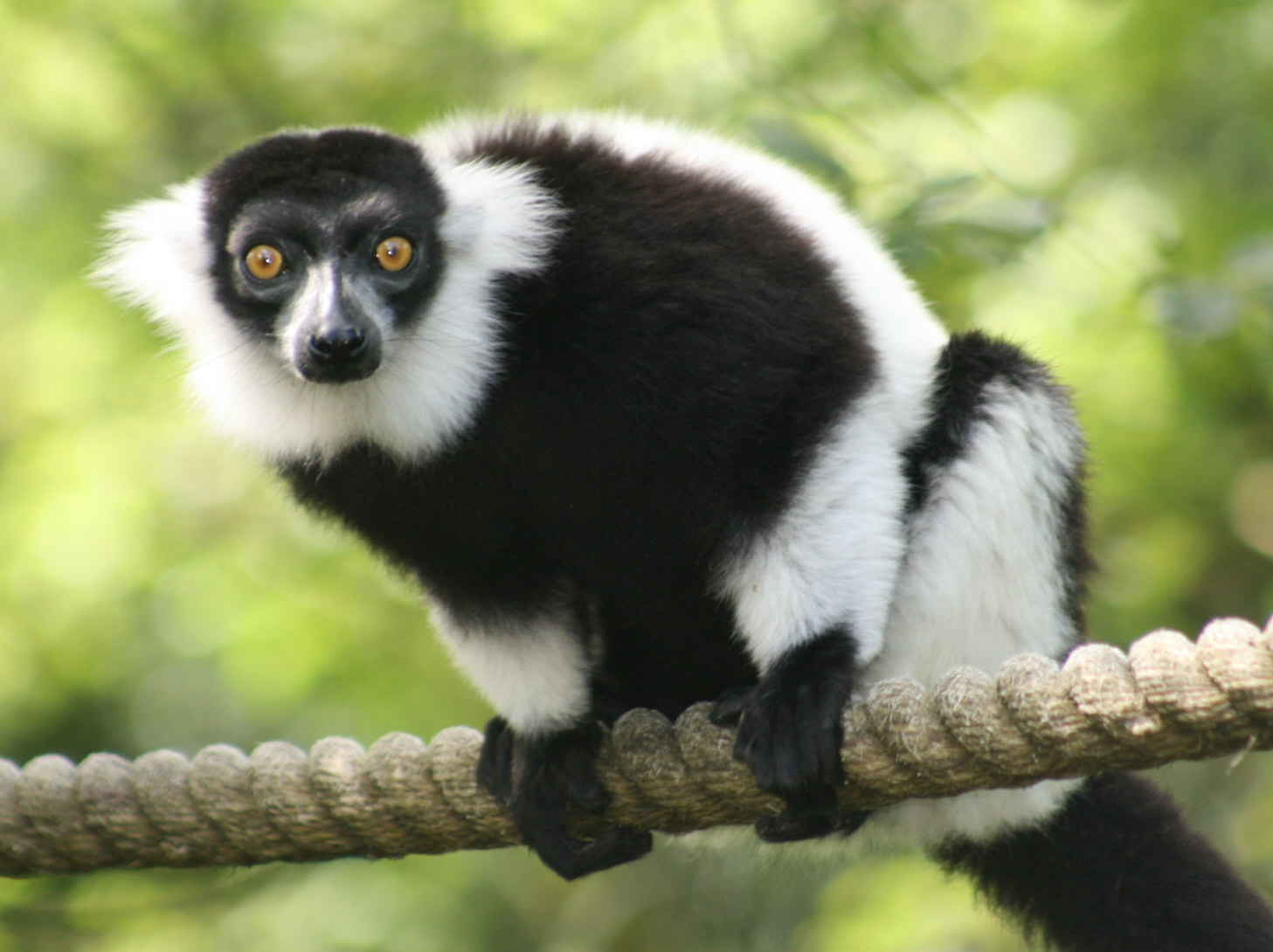
Schwarzweißer Vari

Diese Primaten sind Baumbewohner, die vorwiegend am Tag, insbesondere am frühen Morgen und am späten Nachmittag aktiv sind. Sie bewegen sich im Geäst eher langsam fort, können Distanzen aber auch springend überbrücken. Das Sozialverhalten ist variabel, in manchen Gebieten leben sie vorwiegend in Familiengruppen aus 2 bis 5 Tieren, manchmal bilden sie aber auch größere Gruppen aus bis zu 16 Tieren. Sie kommunizieren mit lauten Rufen, die überwiegend abends zu hören sind.
Die Nahrung der Schwarzweißen Varis besteht vorwiegend aus Früchten, daneben nehmen sie aber auch Blätter und Nektar zu sich. Bei der Nahrungssuche klammern sie sich manchmal mit den Füßen fest und hängen kopfunter in den Bäumen, um an schwer erreichbare Früchte heranzukommen. Mit ihren langen Schnauzen lecken sie auch Nektar, dabei spielen sie eine wichtige Rolle bei der Bestäubung, etwa beim Baum der Reisenden.

## Fortpflanzung
Weibliche Varis haben im Gegensatz zu anderen Gewöhnlichen Makis drei Paar Zitzen. Nach einer 90- bis 100-tägigen Tragzeit bringt das Weibchen im September oder Oktober meist Zwillinge, in manchen Fällen aber bis zu vier Jungtiere zur Welt. Die Geburt erfolgt in einem gut versteckten Nest in den Bäumen, später werden die Jungen dort auch „geparkt“, wenn die Mutter auf Nahrungssuche geht. Nach vier bis fünf Monaten werden sie entwöhnt, nach zwei bis drei Jahren sind sie geschlechtsreif. Die Lebenserwartung kann in menschlicher Obhut über 25 Jahre betragen.

## Bedrohung
Schwarzweiße Varis zählen zu den bedrohten Arten, die Gründe dafür liegen einerseits in der Zerstörung ihres Lebensraumes durch Brandrodungen, Abholzungen und den Bergbau. Andererseits zählen sie zu den am häufigsten bejagten Lemurenarten, ihre großen Ausmaße, ihre Tagaktivität und ihre lauten Rufe machen sie zu einem leichten Ziel für Jäger. Die IUCN schätzt, dass die Gesamtpopulation in den letzten 21 Jahren um über 80 % zurückgegangen ist und listet die Art als „vom Aussterben bedroht“ (critically endangered).
In Deutschland wird die Art in elf Zoos gepflegt.
Im Tierpark Berlin gibt es eine begehbare Anlage – den Variwald – wo die Tiere Kontakt mit den Besuchern aufnehmen und sich streicheln lassen.

## Belege
1. ↑    ZTL 16.6